# Baillonella
Baillonella é um género botânico pertencente à família Sapotaceae.